# Argo (district)
Pour les articles homonymes, voir Argo.
Argo est un district de la province de Badakhshan en Afghanistan. Sa population est estimée à 44 500 habitants en 2014. Le Glissements de terrain d'Aab Bareek de 2014 a eu lieu dans le district.